# Коралов, Эмил
Эмил Коралов (настоящие имя и фамилия — Эмил Дончев Станчев) (болг. Емил Коралов; 2 ноября 1906,
Славотин, Княжество Болгария — 29 июля 1986, София) — болгарский писатель

, поэт, журналист, издатель, редактор. Лауреат Димитровской премии (1952).

## Биография
Сын учителя, участника сентябрьского восстания. Окончил Софийский университет. Сотрудничал с журналами «Новый путь», «Болгарские мысли», «Златарог», «Искусство и критика», «Детская радость», «Светлячок», газетами «Эхо», «Наши дни», «Женской газетой», «Литературными новостями» и другими.
С 1933 до 1947 года, вместе со своим братом Лачезаром Станчевым был издателем и редактором популярной газеты «Весела дружина», в которой публиковались болгарские фантастические и остросюжетные романы для детей и юношества.
Затем в 1947—1966 годах работал в издательстве «Народная молодежь» (Народна младеж).

## Творчество
Дебютировал в 1926 году со сборником стихов «Белая лошадь». В 1927 году опубликовал первый сборник рассказов «Луна и прокурор». За ним последовали романы «Великая жажда» (1930), «Непобедимый» (1933), «Человек из двух человек» (1934) и др.
Автор сборников рассказов, повестей и более 30 романов для детей и юношества, стихов и сказок. Его перу принадлежит ряд книг, посвящённых истории Болгарии.
Активно работал в области детской и подростковой литературы. Был одним из первых создателей болгарских фантастических произведений для детей.
Книги Эмила Коралова переведены на немецкий, чешский, польский, русский, словацкий и другие языки.

## Избранные произведения
- «Великата жажда» (1930)
- «Непримиримите» (1938)
- «Септемврийци — 1923 г.» (1945)
- «Дъщерята на партизанина» (1948)
- «Каблешково гори» (1949)
- «Чавдаркината катеричка» (стихи, 1949)
- «Край Марица» (1952)
- «Нова летопис» (1953)
- «Малкият въстаник» (1960)
- «Тези, които обичаме» (1961)
- «Чинарите зашумяха» (1965)
- «Отражения в Марица» (1968)
- «Заслужена награда»
- «Сребърно гласче»
- «Неразделни другари»
- «Лудо-полудяло»
- «Крилатото момиче»
- «Хората на бъдещето» (фантастика)
- «Градът на окованите»
- «Дивные времена. Сказки» (1984)

## Награды
- Премии Министерства просвещения Болгарии (1930)
- Димитровская премия (1952)

Похоронен на Центральном кладбище Софии.